# Ara Ayvazyan
Ara Henrii Ayvazyan (en arménien : Արա Հենրիի Այվազյան), né le 30 mars 1969, est un diplomate arménien et ancien ministre des affaires étrangères d'Arménie.

## Biographie

### Jeunesse et carrière
Ayvazyan naît le 30 mars 1969 à Erevan. De 1986 à 1993, il étudie à la Faculté des études orientales de la Chaire d'études arabes de l'Université d'État d'Erevan. En 1994, il est diplômé de l'Université Haigazian au Liban,. Au milieu des années 90, il occupe des postes du ministère des affaires étrangères en Amérique latine. En 1998, il devient secrétaire général du ministère. De 1999 à 2006, il est ambassadeur d'Arménie en Argentine, au Chili et en Uruguay, en résidence à Buenos Aires. De 2006 à 2011, il devient conseiller au cabinet du ministre des Affaires étrangères. Entre 2006 et 2012, il est l'envoyé arménien auprès des nations scandinaves. De 2011 à 2016, il est envoyé à Vilnius pour représenter l'Arménie dans les trois États baltes,.
En 2016, il est nommé ambassadeur au Mexique, puis dans quatre pays d'Amérique centrale et des Caraïbes, et en 2018, ambassadeur au Panama. Après le début de la deuxième guerre du Haut-Karabakh, il est nommé au poste de vice-ministre des Affaires étrangères d'Arménie. Le 18 novembre 2020, le président Armen Sarkissian signe un décret le nommant ministre lors de la crise politique provoquée par l'accord de cessez-le-feu du Haut-Karabakh de 2020,,,. Le 7 janvier 2021, le président azerbaïdjanais Ilham Aliyev dénonce Ayvazyan pour sa récente visite en Artsakh, la qualifiant de "provocatrice" et ajoutant que si la provocation se poursuit, "l'Arménie regrettera encore plus".
Le 27 mai 2021, au milieu de l'instabilité politique, Ayvazyan présente sa démission du poste de ministre par intérim des Affaires étrangères de l'Arménie. Quatre jours plus tard, il dit au revoir au personnel du ministère des affaires étrangères dans une déclaration faisant allusion à sa réticence à mettre en œuvre "des idées ou des initiatives qui vont à l'encontre de notre État et de nos intérêts nationaux".

### Vie personnelle et reconnaissance
Ara Ayvazyan parle arménien, anglais, russe et espagnol. Ayvazyan est marié et père d'un enfant. En 2016, il reçoit la médaille Mkhitar Gosh du président de l'Artsakh pour son service. En 2005, est décoré par le gouvernement de l'Argentine de l'Ordre de la Grande Croix pour le Mérite. En 2014, reçoit la médaille d'or de l'Assemblée nationale d'Arménie.